# ヴォルフディーター・マウラー
ヴォルフディーター・マウラー（Wolfdieter Maurer、1941年11月23日 - ）は、オーストリア出身の指揮者。
ウィーンの生まれ。ウィーン大学で英文学、心理学のほかに音楽学を学び、ウィーン音楽院のハンス・スワロフスキーの下で指揮法も修得した。1964年から1966年までウィーン少年合唱団の指揮者を務め、フェルディナント・グロスマンの薫陶も受けた。その後、クラーゲンフルト、バーゼル、ミュンヘン、ブラウンシュヴァイク、オルデンブルクの各市の歌劇場で指揮をした。1979年から1991年までヴュルツブルク市モーツァルト音楽祭の総監督となり、同市の音楽大学で教鞭をとった。1991年からはフリーランスの指揮者となったが、1999年から2001年までスロバキア国立歌劇場の首席客演指揮者を務めていた。